# Wytiaź Charków
Wytiaź Charków (ukr. Витязь Харків) – ukraiński klub hokeja na lodzie z siedzibą w Charkowie.

## Historia
Klub został założony 30 kwietnia 2001 jako Wytiaź Charków. W sezonie 2001/02 występował w Wschodnioeuropejskiej Hokejowej Lidze. Później jako zespół amatorski występował w rozgrywkach lokalnych.
Drużyna klubu grała w Mistrzostwach Ukrainy w hokeju na lodzie 2015 i zajęła czwarte miejsce. W tej edycji w zespole występowali m.in. Witalij Łytwynenko, Ołeksandr Panczenko. Witalij Łytwynenko został trenerem drużyny Wytiazia latem 2015.

## Sezony
- 2015: 4. miejsce
- 2016: 4. miejsce
- 2017: 6. miejsce

## Sukcesy
- 8. miejsce w grupie B Wschodnioeuropejskiej Hokejowej Ligi: 2002